# La Breille-les-Pins
La Breille-les-Pins è un comune francese di 624 abitanti situato nel dipartimento del Maine e Loira nella regione dei Paesi della Loira.

## Società

### Evoluzione demografica
Abitanti censiti